# Центральный вокзал (фильм)
«Центральный вокзал» (порт. Central do Brasil) — фильм режиссёра Вальтера Саллеса совместного бразильско-французского производства. Фильм получил большое количество наград и номинаций на кинопремии. В частности, в 1999 году он был выдвинут на премию «Оскар» в двух номинациях: «лучший фильм на иностранном языке» и «лучшая женская роль» (Фернанда Монтенегру).

## Сюжет
Немолодая одинокая женщина Дора (Фернанда Монтенегру) подрабатывает на главном вокзале Рио-де-Жанейро тем, что пишет письма для безграмотных бедняков. Одним из её клиентов была мать мальчика Жозуэ (Винисиуш ди Оливейра) — Ана (Сойя Лира), которая вскоре погибает в автоаварии. Единственной связью с отцом, которого он никогда не знал, для Жозуэ теперь становится Дора, которая отправляла ему письма. Дора поначалу пользуется мальчиком в своих корыстных целях, но потом решает рискнуть и начать вместе с ним путешествие в поисках его отца и в поисках того лучшего, что она давно уже в себе похоронила.

## В ролях
- Фернанда Монтенегру — Дора
- Винисиуш ди Оливейра — Жозуэ
- Марилия Пера — Ирене
- Сойя Лира — Ана
- Отон Бастос — Сезар
- Отавиу Августу — Педру
- Стела Фрейташ — Иоланда
- Матеус Нахтергаеле — Исайас
- Кайо Жункейра — Мойша
- Зелия Бастос — Филомена

## Награды и номинации

### Награды
- 1999 — премия БАФТА за лучший фильм не на английском языке
- 1999 — премия Ассоциации испанских кинокритиков за лучший иностранный фильм
- 1999 — премия «Золотой глобус» за лучший фильм на иностранном языке
- 1999 — 4 премии «APCA trophy» (Сан-Паулу): лучший фильм, лучший режиссёр (Вальтер Саллес), лучшая актриса (Фернанда Монтенегру), лучший оператор (Вальтер Карвалью)
- 2000 — приз «Серебряный кондор» аргентинских кинокритиков за лучший фильм (Вальтер Саллес)
- 1999 — приз «Золотая лягушка» польского фестиваля «Camerimage» (Вальтер Карвалью)
- 1998 — две премии «Национального совета кинокритиков США»: лучший фильм на иностранном языке и лучшая актриса (Фернанда Монтенегру)
- 1998 — 5 премий Гаванского кинофестиваля: Приз Гаванского университета (Вальтер Саллес), лучшая актриса (Фернанда Монтенегру), Специальный приз жюри (Вальтер Саллес), лучшая детская роль (Винисиуш ди Оливейра), Glauber Rocha Award (Вальтер Саллес)
- 1998 — 3 приза Берлинского кинофестиваля: «Золотой медведь» (Вальтер Саллес), «Серебряный медведь» лучшей актрисе (Фернанда Монтенегру), Приз экуменического жюри (Вальтер Саллес)
- 1998 — два приза Кинофестиваля в Сан-Себастьяне: награда зрителей и приз молодёжного жюри

### Номинации
- 1999 — две номинации на премию «Оскар»: лучший фильм на иностранном языке и лучшая женская роль (Фернанда Монтенегру)
- 1999 — номинация на премию «Сезар» за лучший иностранный фильм (Вальтер Саллес)
- 1999 — номинация на премию «Золотой глобус» лучшей драматической актрисе (Фернанда Монтенегру)
- 1999 — номинация на премию «Независимый дух» за лучший иностранный фильм (Вальтер Саллес)[2]

## Интересные факты
- Среди клиентов Доры на вокзале были и реальные персоны. Часть этих «живых» разговоров показана в фильме.
- Винисиуш ди Оливейра получил роль, на которую претендовало 1500 юных актёров.
- Валтер Саллес, прибыв в аэропорт, увидел мальчишку, который хотел почистить ему ботинки, но он отказался, так как у него были кеды. Тогда мальчик попросил денег, но Саллес снова отказал. Саллес предложил мальчику пройти кастинг. Тот сначала отказался, говоря, что он очень беден, никогда не снимался и даже не видел ни одного фильма, но Саллес уговорил его. Мальчика звали Винисиуш ди Оливейра[3].